# 法窗夜語
《法窗夜語》是公共電視節目社教節目，張曾澤、李堂英領導大涵影視傳播製作，臺灣電視公司播出。播出日期自1987年5月5日起至1992年6月22日止，共224集。前期播出時間為每個星期二的21時03分至21時30分，後期改至每個星期一的21時03分至21時30分播出。

## 概要
《法窗夜語》以中華民國法律為主軸，以單元劇方式演出，向民眾說明與解釋：若劇中的情景發生在現實，其相關的法律條文為何，並且有甚麼相關的法律責任。
中華民國最高法院法官吳啟賓、司法院少年及家事廳廳長林雅鋒擔任《法窗夜語》顧問。

## 演員
本段條目僅列出已知演員
- 江明：劇中姓周，職業律師
- 歸亞蕾：劇中名周太太
- 趙家蓉：劇中名周雅羚
- 沈孟生：劇中名姜漢文
- 劉德淑
- 夏靖庭：劇中名陳寶明
- 鄧程惠
- 馬玲
- 何偉
- 劉濟民
- 張大鈞

## 工作人員
本段所列工作人員為第一集〈損人不利己〉的工作人員一覽表
- 製作人：張曾澤
- 導演：宋存壽
- 編劇：大涵編劇小組
- 法學顧問：吳啟賓[1]
- 電子攝影：蔡登嶽
- 成音：莊明路
- 剪輯：李木
- 燈光：王舜輝
- 音效：鄧華
- 製作助理：陳興國
- 製作：大涵影視傳播事業有限公司
- 監製：公共電視小組

## 獲獎
《法窗夜語》於1991年獲得第26屆金鐘獎電視金鐘獎教育文化節目獎。

## 註腳
1. ↑  《法窗夜語》，吳啟賓著。1980年至1992年，自立晚報社發行